# Remo Lederer
Remo Lederer (ur. 19 grudnia 1968 w Rodewisch) – niemiecki skoczek narciarski reprezentujący barwy NRD oraz Niemiec. Najlepsze wyniki w Pucharze Świata osiągnął w sezonie 1987/1988, kiedy zajął 32. miejsce w klasyfikacji generalnej.
Brał udział w Igrzyskach Olimpijskich w Calgary, ale bez sukcesów.

## Igrzyska olimpijskie
- Indywidualnie
  - 1988 Calgary (CAN) – 22. miejsce (duża skocznia), 21. miejsce (normalna skocznia)

## Puchar Świata

### Miejsca w klasyfikacji generalnej
| Sezon     | Miejsce |
| --------- | ------- |
| 1986/1987 | 54.     |
| 1987/1988 | 32.     |

### Miejsca na podium konkursówPucharu Świata
1. Sankt Moritz – 20 stycznia 1988 (3. miejsce)

### Miejsca w poszczególnych konkursach indywidualnychPucharu Świata
| Źródło                                                                                       | Źródło      | Źródło      | Źródło      | Źródło     | Źródło                 | Źródło                 | Źródło                 | Źródło        | Źródło              | Źródło              | Źródło         | Źródło         | Źródło    | Źródło   | Źródło       | Źródło       | Źródło       | Źródło  | Źródło          | Źródło   | Źródło | Źródło | Źródło  | Źródło  | Źródło | Źródło | Źródło | Źródło | Źródło | Źródło | Źródło | Źródło | Źródło | Źródło | Źródło | Źródło | Źródło | Źródło | Źródło | Źródło | Źródło | Źródło | Źródło | Źródło | Źródło | Źródło | Źródło | Źródło | Źródło |
| -------------------------------------------------------------------------------------------- | ----------- | ----------- | ----------- | ---------- | ---------------------- | ---------------------- | ---------------------- | ------------- | ------------------- | ------------------- | -------------- | -------------- | --------- | -------- | ------------ | ------------ | ------------ | ------- | --------------- | -------- | ------ | ------ | ------- | ------- | ------ | ------ | ------ | ------ | ------ | ------ | ------ | ------ | ------ | ------ | ------ | ------ | ------ | ------ | ------ | ------ | ------ | ------ | ------ | ------ | ------ | ------ | ------ | ------ | ------ |
| Sezon 1985/1986                                                                              |             |             |             |            |                        |                        |                        |               |                     |                     |                |                |           |          |              |              |              |         |                 |          |        |        |         |         |        |        |        |        |        |        |        |        |        |        |        |        |        |        |        |        |        |        |        |        |        |        |        |        |        |
| Thunder Bay                                                                                  | Thunder Bay | Lake Placid | Lake Placid | Chamonix   | Oberstdorf             | Garmisch-Partenkirchen | Innsbruck              | Bischofshofen | Harrachov           | Liberec             | Klingenthal    | Oberwiesenthal | Sapporo   | Sapporo  | Vikersund    | Vikersund    | Sankt Moritz | Gstaad  | Engelberg       | Lahti    | Lahti  | Oslo   | Planica | Planica | punkty |        |        |        |        |        |        |        |        |        |        |        |        |        |        |        |        |        |        |        |        |        |        |        |        |
| -                                                                                            | -           | -           | -           | -          | 33                     | 71                     | 68                     | 24            | 54                  | 23                  | 37             | 25             | -         | -        | -            | -            | -            | -       | -               | -        | -      | -      | -       | -       | 0      |        |        |        |        |        |        |        |        |        |        |        |        |        |        |        |        |        |        |        |        |        |        |        |        |
| Sezon 1986/1987                                                                              |             |             |             |            |                        |                        |                        |               |                     |                     |                |                |           |          |              |              |              |         |                 |          |        |        |         |         |        |        |        |        |        |        |        |        |        |        |        |        |        |        |        |        |        |        |        |        |        |        |        |        |        |
| Thunder Bay                                                                                  | Thunder Bay | Lake Placid | Lake Placid | Chamonix   | Oberstdorf             | Garmisch-Partenkirchen | Innsbruck              | Bischofshofen | Szczyrbskie Jezioro | Szczyrbskie Jezioro | Oberwiesenthal | Sapporo        | Sapporo   | Lahti    | Lahti        | Örnsköldsvik | Falun        | Planica | Planica         | Rælingen | Oslo   | punkty | punkty  | punkty  | punkty | punkty | punkty | punkty | punkty | punkty | punkty | punkty | punkty | punkty | punkty | punkty | punkty | punkty | punkty | punkty |        |        |        |        |        |        |        |        |        |
| 22                                                                                           | 8           | 21          | 37          | -          | 85                     | 61                     | 67                     | 21            | 25                  | 19                  | 21             | -              | -         | -        | -            | -            | -            | -       | -               | -        | -      | 8      | 8       | 8       | 8      | 8      | 8      | 8      | 8      | 8      | 8      | 8      | 8      | 8      | 8      | 8      | 8      | 8      | 8      | 8      |        |        |        |        |        |        |        |        |        |
| Sezon 1987/1988                                                                              |             |             |             |            |                        |                        |                        |               |                     |                     |                |                |           |          |              |              |              |         |                 |          |        |        |         |         |        |        |        |        |        |        |        |        |        |        |        |        |        |        |        |        |        |        |        |        |        |        |        |        |        |
| Thunder Bay                                                                                  | Thunder Bay | Lake Placid | Lake Placid | Sapporo    | Sapporo                | Oberstdorf             | Garmisch-Partenkirchen | Innsbruck     | Bischofshofen       | Gallio              | Sankt Moritz   | Gstaad         | Engelberg | Lahti    | Lahti        | Meldal       | Oslo         | Planica | Planica         | punkty   | punkty | punkty | punkty  | punkty  | punkty | punkty | punkty | punkty | punkty | punkty | punkty | punkty | punkty | punkty | punkty | punkty | punkty | punkty |        |        |        |        |        |        |        |        |        |        |        |
| -                                                                                            | -           | -           | -           | -          | -                      | 43                     | 30                     | 110           | 25                  | 8                   | 3              | 13             | 45        | -        | -            | -            | -            | -       | -               | 26       | 26     | 26     | 26      | 26      | 26     | 26     | 26     | 26     | 26     | 26     | 26     | 26     | 26     | 26     | 26     | 26     | 26     | 26     |        |        |        |        |        |        |        |        |        |        |        |
| Sezon 1988/1989                                                                              |             |             |             |            |                        |                        |                        |               |                     |                     |                |                |           |          |              |              |              |         |                 |          |        |        |         |         |        |        |        |        |        |        |        |        |        |        |        |        |        |        |        |        |        |        |        |        |        |        |        |        |        |
| Thunder Bay                                                                                  | Thunder Bay | Lake Placid | Lake Placid | Sapporo    | Sapporo                | Oberstdorf             | Garmisch-Partenkirchen | Innsbruck     | Bischofshofen       | Liberec             | Harrachov      | Oberhof        | Oberhof   | Chamonix | Oslo         | Örnsköldsvik | Harrachov    | Planica | Planica         | punkty   | punkty | punkty | punkty  | punkty  | punkty | punkty | punkty | punkty | punkty | punkty | punkty | punkty | punkty | punkty | punkty | punkty | punkty | punkty |        |        |        |        |        |        |        |        |        |        |        |
| -                                                                                            | -           | -           | -           | -          | -                      | -                      | -                      | -             | -                   | 45                  | 88             | 46             | 60        | -        | -            | -            | 39           | -       | -               | 0        | 0      | 0      | 0       | 0       | 0      | 0      | 0      | 0      | 0      | 0      | 0      | 0      | 0      | 0      | 0      | 0      | 0      | 0      |        |        |        |        |        |        |        |        |        |        |        |
| Sezon 1991/1992                                                                              |             |             |             |            |                        |                        |                        |               |                     |                     |                |                |           |          |              |              |              |         |                 |          |        |        |         |         |        |        |        |        |        |        |        |        |        |        |        |        |        |        |        |        |        |        |        |        |        |        |        |        |        |
| Thunder Bay                                                                                  | Thunder Bay | Sapporo     | Sapporo     | Oberstdorf | Garmisch-Partenkirchen | Innsbruck              | Bischofshofen          | Predazzo      | Sankt Moritz        | Engelberg           | Oberstdorf     | Oberstdorf     | Lahti     | Lahti    | Örnsköldsvik | Trondheim    | Trondheim    | Oslo    | MŚL – Harrachov | Planica  | punkty | punkty | punkty  | punkty  | punkty | punkty | punkty | punkty | punkty | punkty | punkty | punkty | punkty | punkty | punkty | punkty | punkty | punkty | punkty |        |        |        |        |        |        |        |        |        |        |
| 36                                                                                           | 52          | -           | -           | 55         | 56                     | -                      | -                      | 58            | -                   | -                   | -              | -              | -         | -        | -            | -            | -            | -       | -               | -        | 0      | 0      | 0       | 0       | 0      | 0      | 0      | 0      | 0      | 0      | 0      | 0      | 0      | 0      | 0      | 0      | 0      | 0      | 0      |        |        |        |        |        |        |        |        |        |        |
| Legenda                                                                                      |             |             |             |            |                        |                        |                        |               |                     |                     |                |                |           |          |              |              |              |         |                 |          |        |        |         |         |        |        |        |        |        |        |        |        |        |        |        |        |        |        |        |        |        |        |        |        |        |        |        |        |        |
| 1 2 3 4-10 11-30 poniżej 30 q – zawodnik nie zakwalifikował się - – zawodnik nie wystartował |             |             |             |            |                        |                        |                        |               |                     |                     |                |                |           |          |              |              |              |         |                 |          |        |        |         |         |        |        |        |        |        |        |        |        |        |        |        |        |        |        |        |        |        |        |        |        |        |        |        |        |        |

### Turniej Czterech Skoczni

#### Miejsca w klasyfikacji generalnej
| Sezon     | Miejsce | Źr.   |
| --------- | ------- | ----- |
| 1985/1986 | 48.     | [ 3 ] |
| 1986/1987 | 74.     | [ 4 ] |
| 1987/1988 | 38.     | [ 5 ] |
| 1991/1992 | 68.     | [ 6 ] |

## Puchar Kontynentalny

### Miejsca w klasyfikacji generalnej
| Sezon     | Miejsce |
| --------- | ------- |
| 1991/1992 | 3.      |

### Miejsca na podium konkursówPucharu Kontynentalnego
1. Willingen – 25 stycznia 1992 (2. miejsce)
2. Willingen – 26 stycznia 1992 (1. miejsce)

### Miejsca w poszczególnych konkursachPucharu Kontynentalnego
| Źródło                                                                        | Źródło  | Źródło     | Źródło      | Źródło  | Źródło     | Źródło     | Źródło  | Źródło    | Źródło    | Źródło    | Źródło    | Źródło  | Źródło    | Źródło           | Źródło   | Źródło     | Źródło | Źródło | Źródło   | Źródło   | Źródło | Źródło | Źródło | Źródło | Źródło | Źródło | Źródło | Źródło | Źródło | Źródło | Źródło | Źródło | Źródło | Źródło | Źródło | Źródło | Źródło | Źródło | Źródło | Źródło | Źródło | Źródło | Źródło | Źródło | Źródło | Źródło | Źródło | Źródło | Źródło | Źródło | Źródło | Źródło | Źródło | Źródło | Źródło | Źródło | Źródło | Źródło | Źródło |
| ----------------------------------------------------------------------------- | ------- | ---------- | ----------- | ------- | ---------- | ---------- | ------- | --------- | --------- | --------- | --------- | ------- | --------- | ---------------- | -------- | ---------- | ------ | ------ | -------- | -------- | ------ | ------ | ------ | ------ | ------ | ------ | ------ | ------ | ------ | ------ | ------ | ------ | ------ | ------ | ------ | ------ | ------ | ------ | ------ | ------ | ------ | ------ | ------ | ------ | ------ | ------ | ------ | ------ | ------ | ------ | ------ | ------ | ------ | ------ | ------ | ------ | ------ | ------ | ------ |
| Sezon 1991/1992                                                               |         |            |             |         |            |            |         |           |           |           |           |         |           |                  |          |            |        |        |          |          |        |        |        |        |        |        |        |        |        |        |        |        |        |        |        |        |        |        |        |        |        |        |        |        |        |        |        |        |        |        |        |        |        |        |        |        |        |        |        |
| Oberwiesenthal                                                                | Oberhof | Courchevel | Sankt Aegyd | Planica | Saalfelden | Ruhpolding | Liberec | Harrachov | Willingen | Willingen | La Molina | Szczyrk | Schönwald | Titisee-Neustadt | Chamonix | Le Brassus | Sprova | Meldal | Feldberg | Feldberg | punkty |        |        |        |        |        |        |        |        |        |        |        |        |        |        |        |        |        |        |        |        |        |        |        |        |        |        |        |        |        |        |        |        |        |        |        |        |        |        |
| 14                                                                            | 13      | -          | -           | -       | -          | -          | 40      | 14        | 2         | 1         | -         | -       | 5         | 11               | 5        | 7          | 5      | 6      | 6        | 10       | 125    |        |        |        |        |        |        |        |        |        |        |        |        |        |        |        |        |        |        |        |        |        |        |        |        |        |        |        |        |        |        |        |        |        |        |        |        |        |        |
| Legenda                                                                       |         |            |             |         |            |            |         |           |           |           |           |         |           |                  |          |            |        |        |          |          |        |        |        |        |        |        |        |        |        |        |        |        |        |        |        |        |        |        |        |        |        |        |        |        |        |        |        |        |        |        |        |        |        |        |        |        |        |        |        |
| 1 2 3 4-10 11-30 poniżej 30 dq – dyskwalifikacja - – zawodnik nie wystartował |         |            |             |         |            |            |         |           |           |           |           |         |           |                  |          |            |        |        |          |          |        |        |        |        |        |        |        |        |        |        |        |        |        |        |        |        |        |        |        |        |        |        |        |        |        |        |        |        |        |        |        |        |        |        |        |        |        |        |        |